# Synagoga w Nowej Brzeźnicy
Synagoga w Nowej Brzeźnicy – nieistniejąca synagoga znajdująca się w Nowej Brzeźnicy przy ulicy Tadeusza Kościuszki 26.
Synagoga została zbudowana w pierwszej ćwierci XIX wieku. Przylegał do niej bet midrasz przeznaczony na 100 osób. Ostatnim rabinem brzeźnickiej synagogi był Jechiel Urbach. Zastąpił on swojego teścia Jisraela Laskera, który był tu rabinem do 1920 roku. Podczas II wojny światowej synagoga została zburzona przez hitlerowców. Obecnie na jej miejscu znajduje się budynek, wykorzystywany obecnie jako apteka.
Murowany z cegły budynek synagogi wzniesiono na planie prostokąta. Wewnątrz we wschodniej części znajdowała się obszerna główna sala modlitewna, mogąca pomieścić około 500 osób. Wiadomo, że posiadała także galerię dla kobiet.